# 신길중학교 (서울)
신길중학교(新吉中學校)는 대한민국 서울특별시 영등포구에 있는 공립 중학교이다.

## 연혁
- 2020년 12월 31일: 학교설립인가
- 2021년 2월: 학교 설립공사 완료
- 2021년 3월 1일 : 개교
- 2021년 3월 1일: 초대 교장 취임
- 2021년 3월 2일: 개교 및 제 1회 입학식
- 2021년 10월 13일: 개교식